# Беззвучна мъжечна проходна съгласна
Беззвучната мъжечна проходна съгласна (понякога окачествявана и като приблизителна) представлява вид съгласен звук на речта. Знакът за този звук в МФА е [χ].